# Arena Metato
Arena Metato est une frazione (hameau) de la commune de San Giuliano Terme, dans la province de Pise, en Toscane (Italie).

## Histoire
Le hameau doit son nom à la fusion de deux centres habités, celui d'Arena et celui de Metato. Cependant le territoire est déjà connu depuis le Haut Moyen Âge.

## Lieux et monuments
- Villa Medicea di Arena Metato, du XVIe siècle.

## Personnalités liées à la commune
- Nazario Pardini (1937-), essayiste, poète et critique littéraire.